# Thanh lại ty
Thanh lại ty (淸吏司, Bureau of Operations), còn gọi là ty Thanh lại, là thuật ngữ để gọi các cơ quan trong quan chế Lục bộ ví dụ như Khảo công thanh lại ty hoặc Phong điển thanh lại ty.
Danh từ Thanh lại (淸吏, Pure Functionalities) có lẽ được dùng từ thời Hán Trung Quốc để chỉ các quan chung một huyết thống (dòng họ) cùng vua, đối lập với các quan không thuộc huyết thống (dòng họ) cùng vua.   Bắt đầu từ thời Minh Trung Quốc, Thanh lại ty được dùng để chỉ các cơ quan với trách nhiệm riêng biệt và khác nhau trong cùng một bộ.
Thời Nguyễn, Thanh lại ty được điều hành bởi quan Lang trung,  trật Chánh tứ phẩm văn giai.    Phó quan là Viên ngoại lang, trật Chánh ngũ phẩm.  Dưới là các thuộc viên Chủ sự, Tư vụ, Bát và Cửu phẩm Thư lại cùng các Vị nhập lưu Thư lại nhận lãnh các trách nhiệm khác nhau.